# Utetes peruicola
Utetes peruicola är en stekelart som först beskrevs av Fischer 1983.  Utetes peruicola ingår i släktet Utetes och familjen bracksteklar. Inga underarter finns listade i Catalogue of Life.